# KnJ엔터테인먼트
《KnJ 엔터테인먼트》는 대한민국의 영화 제작사로, 강우석감독과 장진감독이 함께 설립한 회사이다. KNJ는 강우석 감독의 K와 장진감독의 J를 합쳐서 만든 이름이다. 2006년 창립하여, 강우석 감독의 한반도와, 장진 감독의 거룩한 계보, 아들을 내놓았고, 2008년 라인업으로 100억원 대작 두 편 신기전과 모던보이를 제작해 개봉했다. 이 외에도, 강우석 감독의 강철중과 장진 감독의 영화 역시 이 회사에서 제작한다. 강우석 감독의 회사 특성상, CJ엔터테인먼트, 시네마 서비스와 가까운 관계에 있는 회사이며, 배급 및 마케팅은 CJ에서, 부분투자 및 홈비디오는 시네마 서비스에서 담당한다.